# Ópiumháborúk

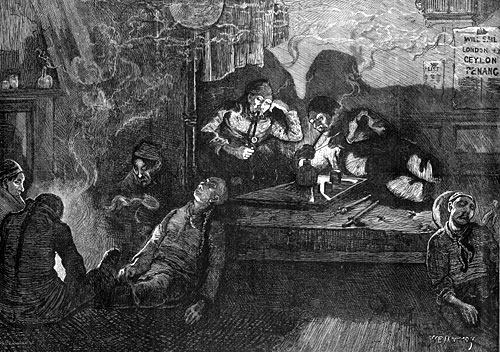
Ópiumszívók, 1874

Néhány évszázaddal ezelőtt a kábítószer-kereskedelem nem titokban, hanem az egyes államok közreműködésével nyíltan zajlott. A kereskedelmi jogokat az államok, hatalmas társaságok birtokolták (például a Brit Kelet-indiai Társaság, vagy a holland és francia társaságok). A monopolhelyzetben lévő társulások hatalmas jövedelmet húztak, különösen a kábítószernek a brit Indiából Kínába irányuló exportjából. Kína ennek az exportnak a katasztrofális gazdasági és egészségügyi következményei miatt be akarta tiltani azt, de Nagy-Britannia 1840-ben emiatt kirobbantotta az első ópiumháborút, amit később még egy követett. E háborúk következményei voltak azok az egyenlőtlen szerződések, amik Kínát félgyarmati státusba taszították.

## Előzmények
1600-ban megalakult a Brit Kelet-indiai Társaság. A társaság óriási hatalommal rendelkezett. A 17. század folyamán Kínával is kereskedni kezdett. A kétoldalú áruforgalom eleinte nagy kínai aktívumot mutatott. Amikor tudomásukra jutott, hogy a portugálok saját gyarmatukon, Makaón keresztül jó áron adnak el Kínában ópiumot, 1773-ban a társaság vezetői elhatározták, hogy a Kínába irányuló exportjuk középpontjába az ópiumot állítják. (Az ópiumot Indiában termelték.) Az angolok így próbálták megvetni a lábukat Kínában, ugyanis Kína mindig elzárkózott a nyugati világ elől. Indiában hozzákezdtek a jó minőségű ópium termeléséhez. A kereskedelem hamarosan rendkívül sikeressé vált, a "Benares" márka fogalom volt. Hamarosan robbanásszerűen elterjedt az ópium egész Kínában, ahol azt korábban is ismerték, de elterjedése nem volt jelentős. A virágzó kereskedelem révén a Kelet-indiai Társaság hatalmas pénzösszegekhez jutott, ez szemet szúrt a brit birodalom többi kereskedőjének is. 1834-ben megszavazták a társaság monopóliumának eltörlését.
Az ópium importjának nyilvánvalóan katasztrofális egészségügyi és gazdasági következményei miatt 1839 márciusában Kína betiltotta az ópiumimportot, és az ország területére becsempészett nagy mennyiségű kábítószert megsemmisítette. Ennek következményeként néhány hónappal később kirobbant az első ópiumháború Anglia és Kína között.

## Az első ópiumháború (1839–1842)
Az európaiak, Angliával az élen, a kor legnagyobb kereskedői voltak, és a kábítószer nagy részét saját ázsiai gyarmataikon termesztették. Tao-kuang (Daoguang), Kína császára betiltotta az ópium kereskedelmét, az országba bekerült ópiumot Lin Cö-hszü (Lin Zexu) császári biztos elkoboztatta a kereskedőktől. Az angolok válaszlépésként hadihajóikkal felvonultak Kína partjainál és kirobbantották az első ópiumháborút. A kínai hadsereg hatalmas technikai hátrányban volt, legalább tízszeres létszámbeli fölényét nem tudta kamatoztatni. A kínaiak ugyanis több mint 200 ezer harcossal bírtak, szemben a britek 12-13 ezer angol és 7 ezer indiai katonával rendelkeztek.
Az angolok rövidesen bevették Kuangcsout (Guangzhout) (1757-től az egyetlen törvényes külkereskedelmi kikötő Kínában Kanton volt), elfoglalták Sanghajt, Csencsiangot (Zhenjiangot) és Nankingot (Nankingot).
Kína elvesztette a háborút, kénytelen volt engedélyezni a kereskedelmet, 1842-ben Hongkong brit fennhatóság alá került.
Daoguang császár próbálta visszaszorítani az ópium terjedését, a mák termesztését, de nem sok sikerrel.
A háborút az 1842. augusztus 29-én elfogadott egyenlőtlen szerződés, a Nankingi egyezmény zárta le, ebben azonban nem is utalnak az ópiumkereskedelemre. A szerződés főbb részei: Kínát 21 millió dollár jóvátétel fizetésére kötelezték, és 5 kikötőjét meg kellett nyitnia a külföldi kereskedők előtt.

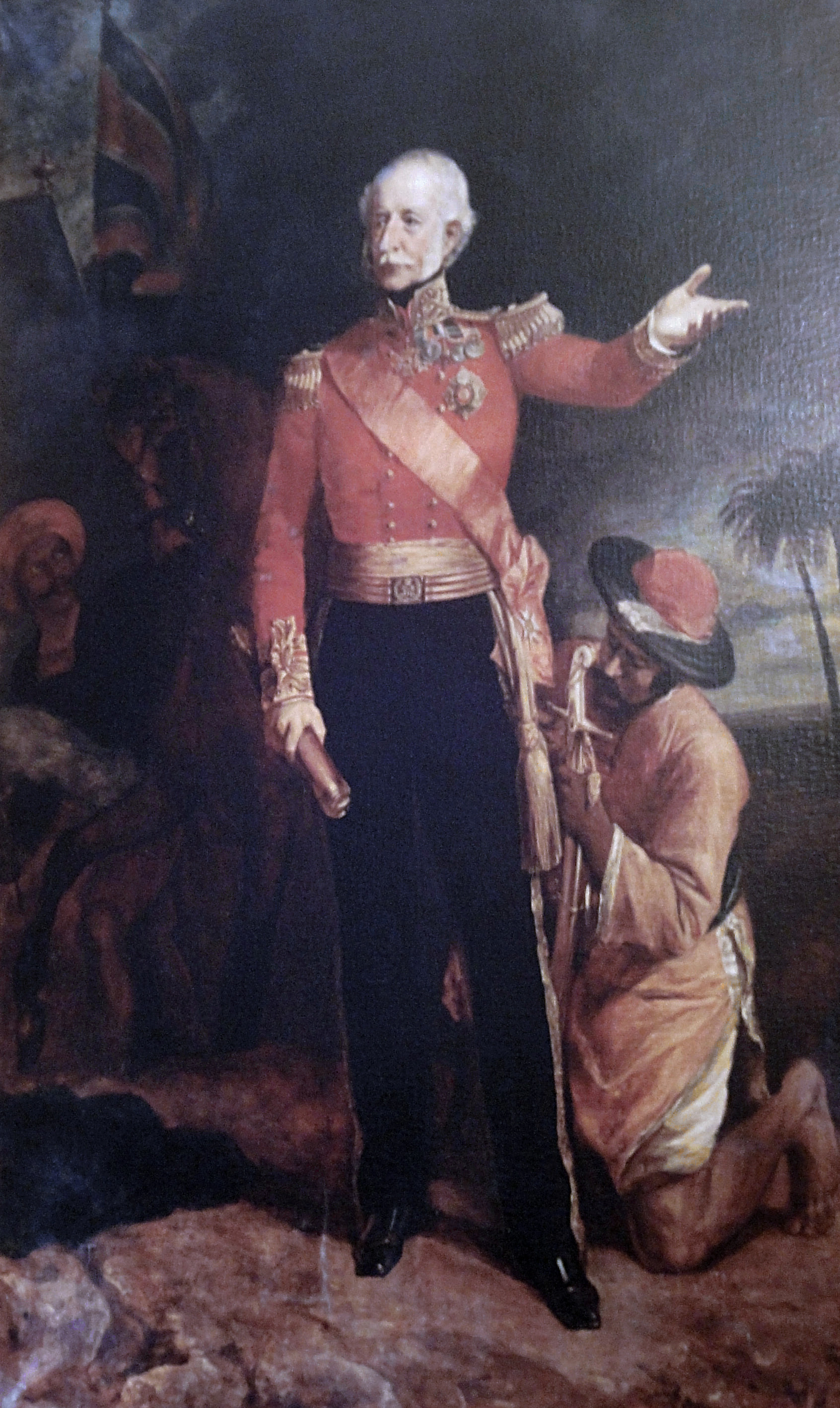
Hugh Gough (1779-1869) vikomt, tábornagy, a bevetett brit haderő főparancsnoka az első ópiumháború idején.
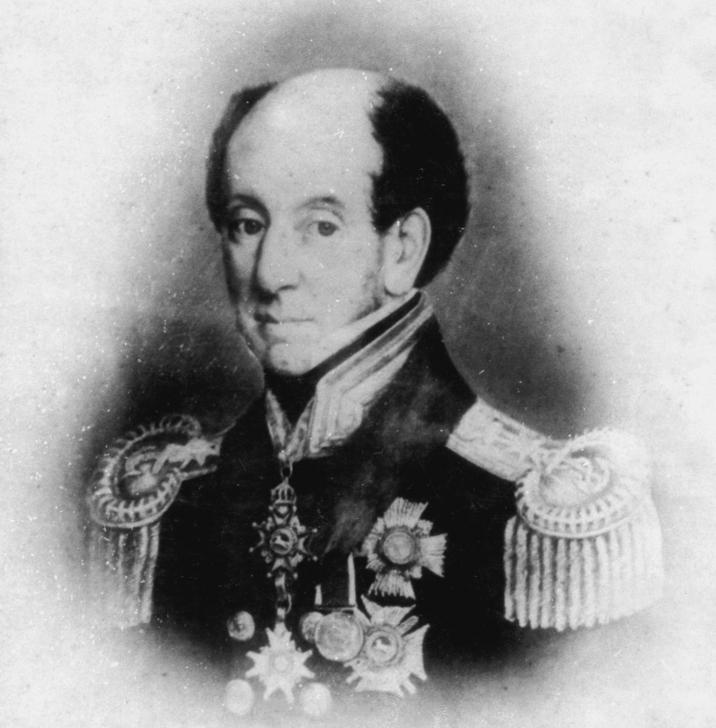
Sir James Bremer (1786-1850) ellentengernagy, 1840 novembere és 1841 augusztusa között a brit haditengerészeti erők parancsnoka az első ópiumháborúban.
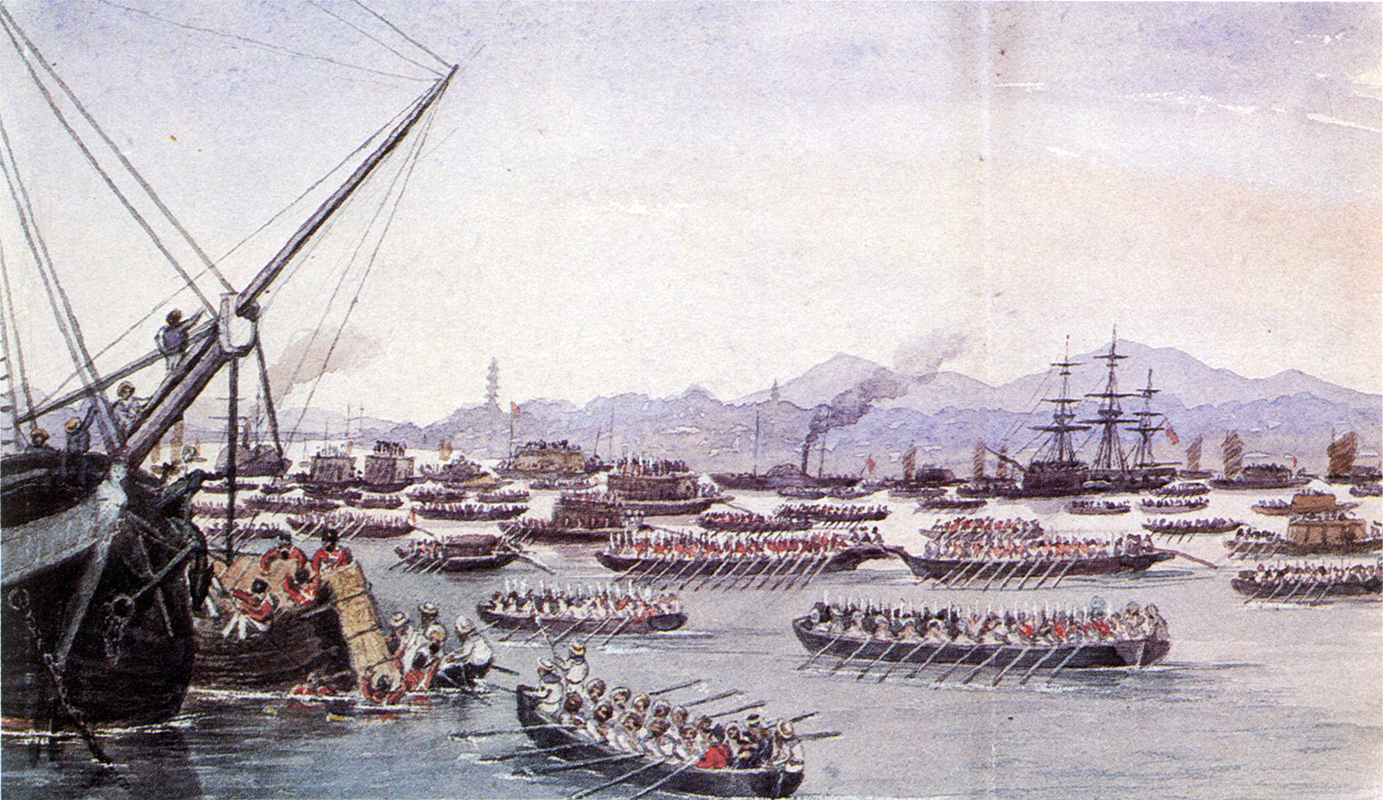
Brit partraszállás Kantonban az első ópiumháborúban.
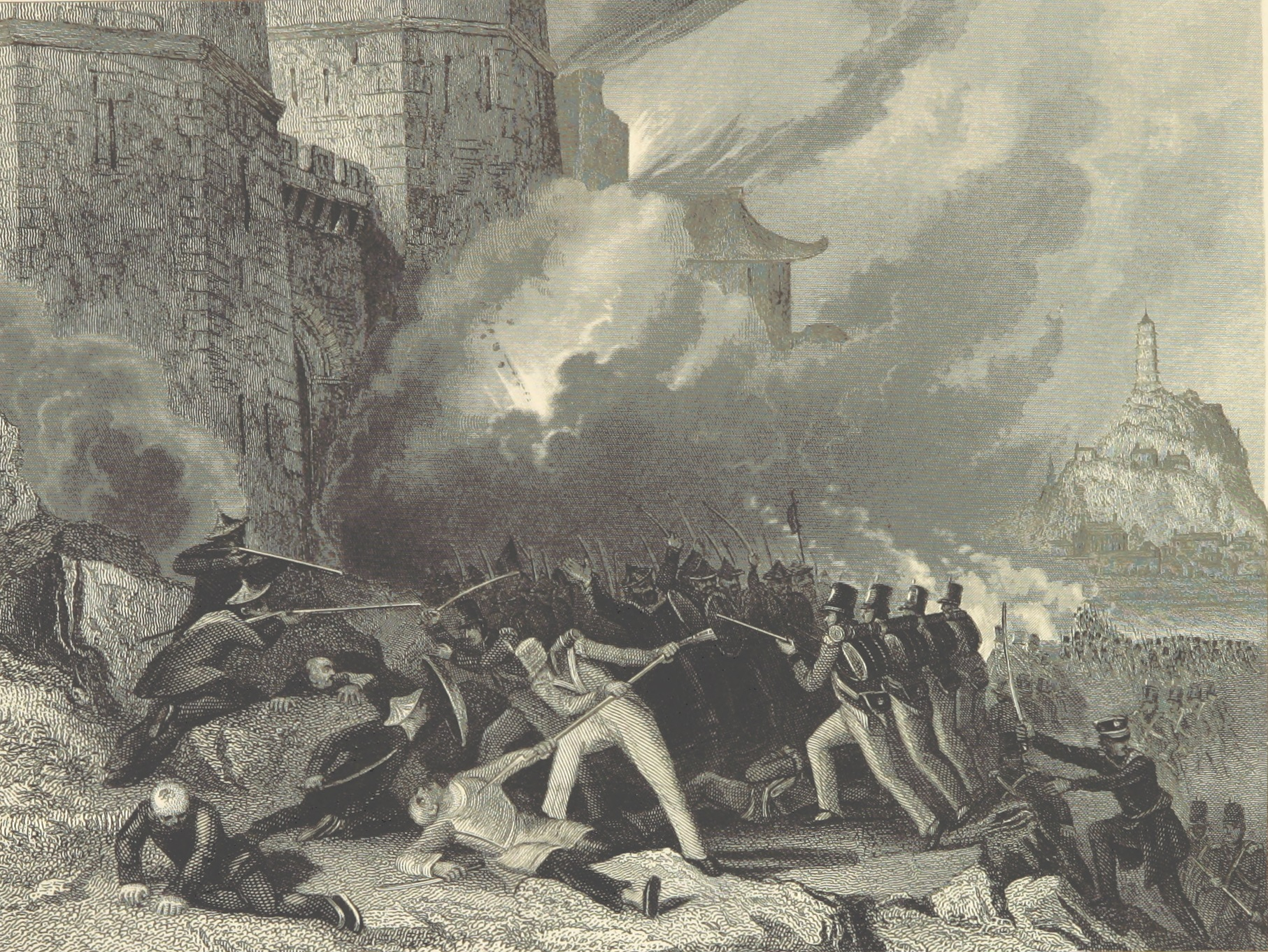
Csin-Kiang-Fo bevétele az első ópiumháborúban.
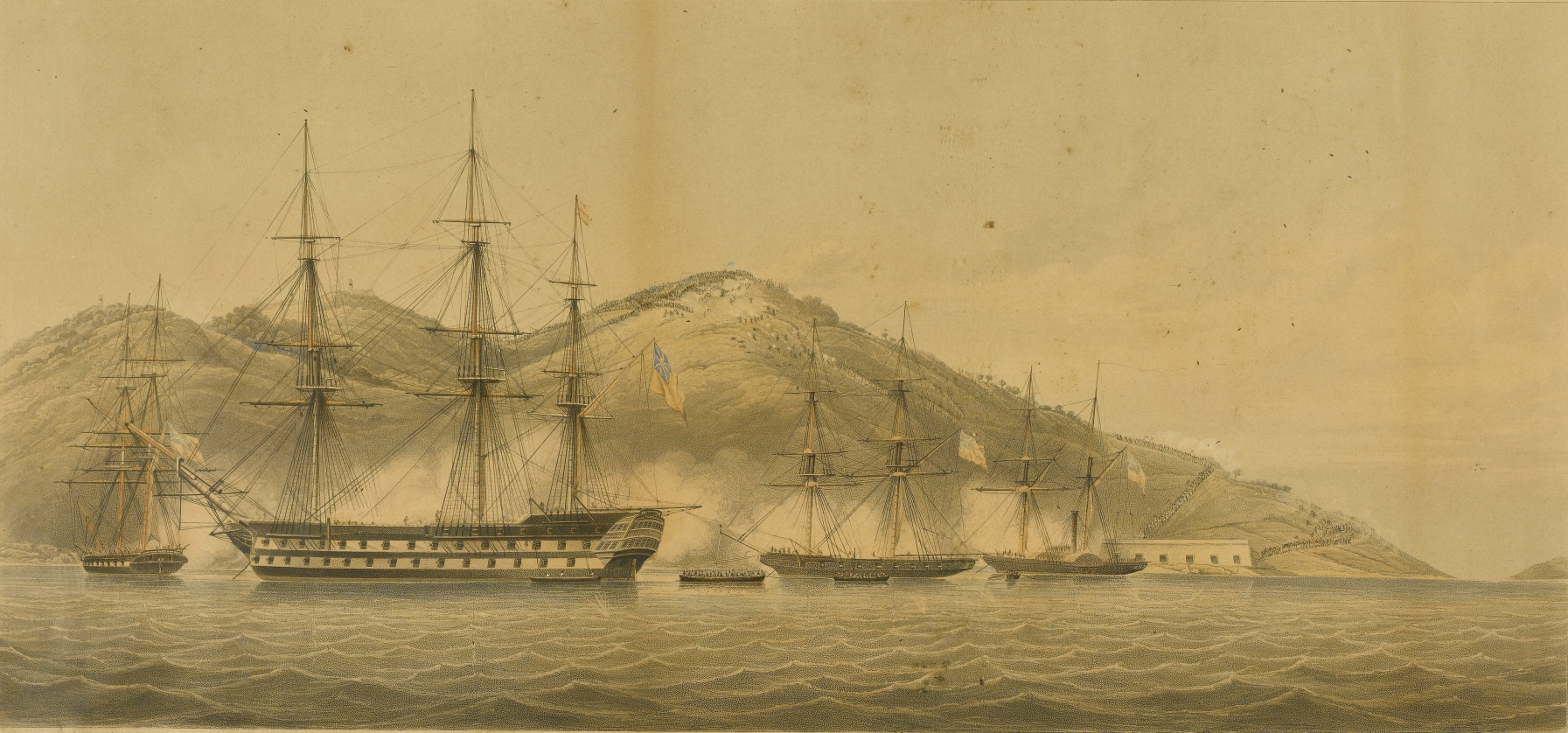
A Black Prince osztályú, 74 ágyús HMS Wellesley brit sorhajó 1841-ben, az első ópiumháborúban. Az akkori modern európai hadihajók ellen a kínai dzsunkáknak semmi esélyük sem volt a sikerre, egyetlen jól irányzott oldalsortűz elsöpörhette őket.
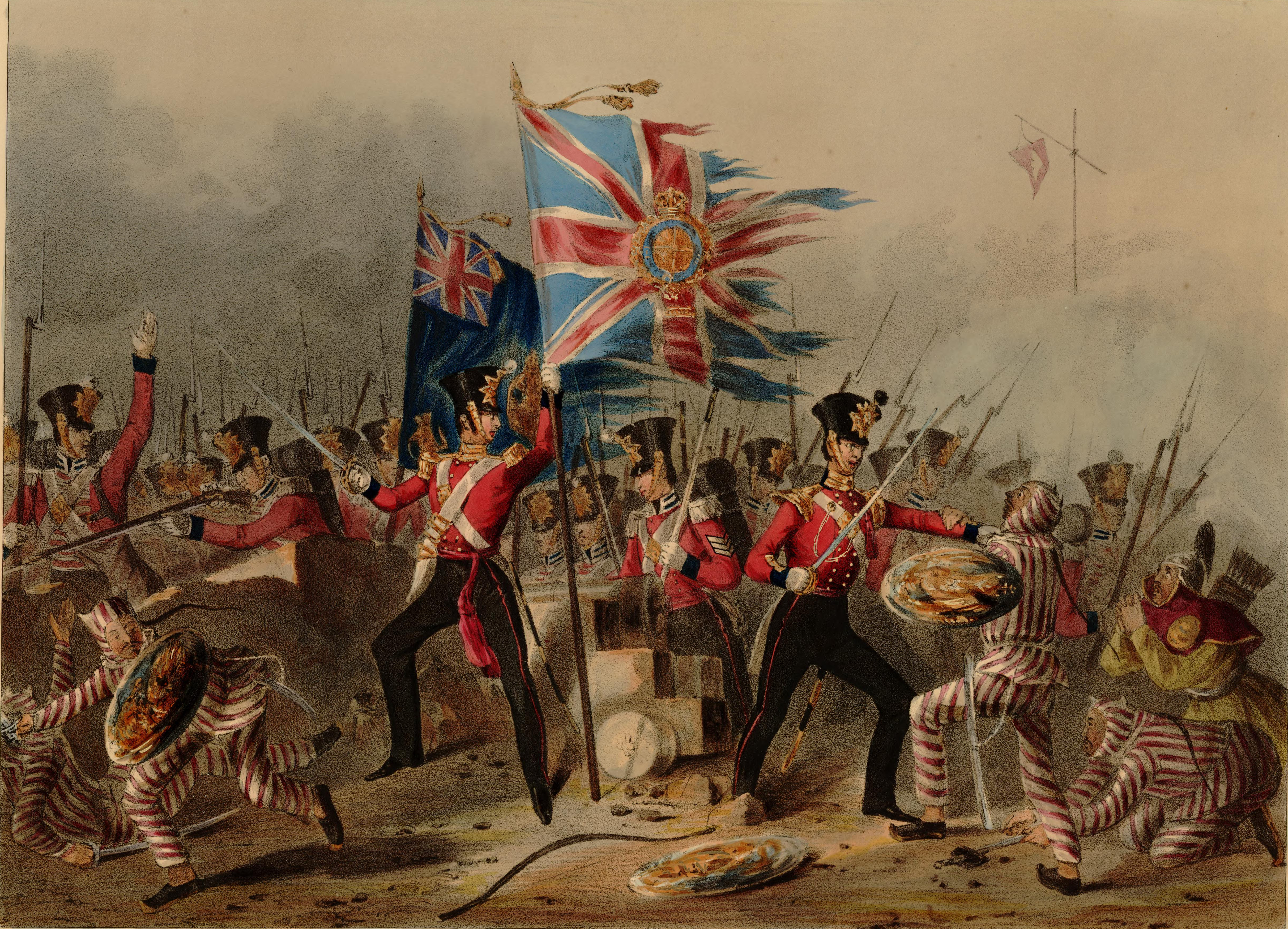
A brit 18. Királyi Ír Gyalogezred Amoy kínai erődjének ostrománál az első ópiumháborúban, 1841. augusztus 26-án.

## A második ópiumháború (1856–1860)

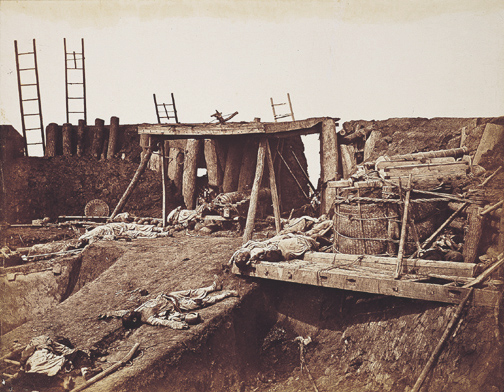
A North Taku erőd 1860-ban

1856-ban, egy álincidens következményeként kitört a második ópiumháború is, ezúttal már más országok is részt vettek a háborúban. Kína – az előző háborúhoz hasonlóan – most is vereséget szenvedett. A nagyjából 20-30 ezer fős angol-francia-indiai sereg ellen a kínaiak ezúttal is vagy 200 ezer embert állítottak ki, de modern fegyverek híján semmit sem tudtak elérni velük szemben, s a kínai veszteségek nagyok voltak. Kína kénytelen volt további engedményeket adni az ópiumkereskedelemmel kapcsolatosan, az angolok hamarosan egész Kínára kiterjeszthették ezt a tevékenységüket.

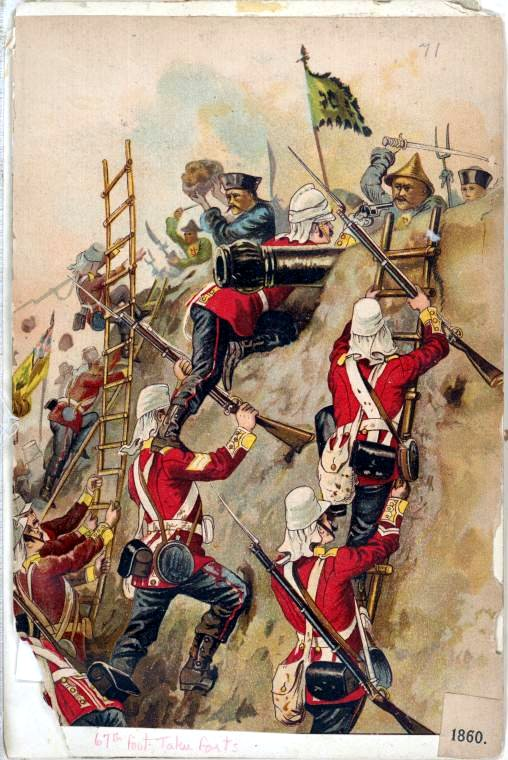
A brit 67. South Hampshire-i gyalogezred (67th South Hampshire Regiment of Foot) rohama egy kínai erődítmény ellen a második ópiumháborúban.
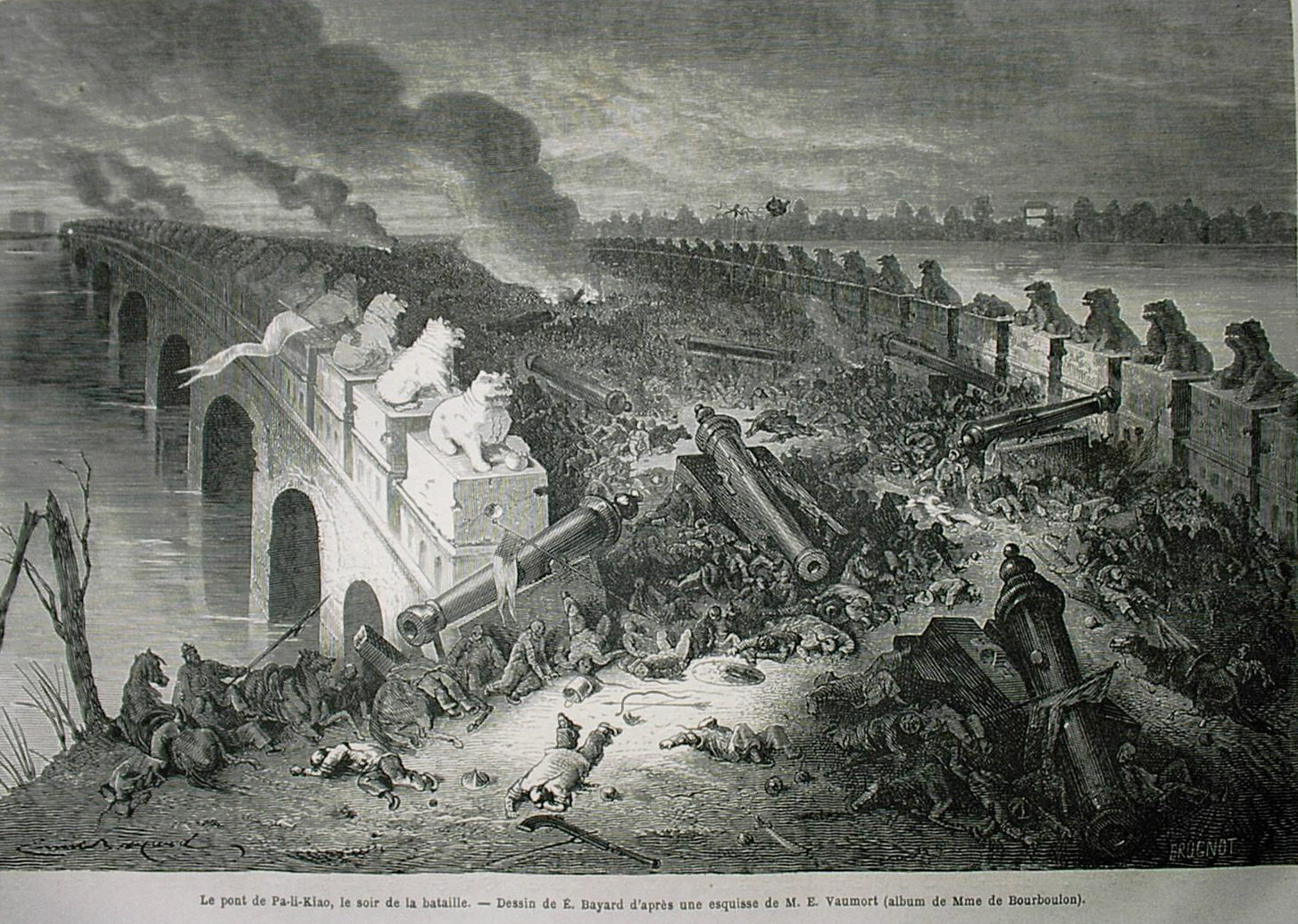
Jelenet a második ópiumháború döntő ütközetéből, a Peking melletti Palikao-i csatából. Az 50 000 fős kínai haderő megsemmisítő vereséget szenvedett a mindössze 10 000 katonából álló brit-francia expedíciós hadseregtől.
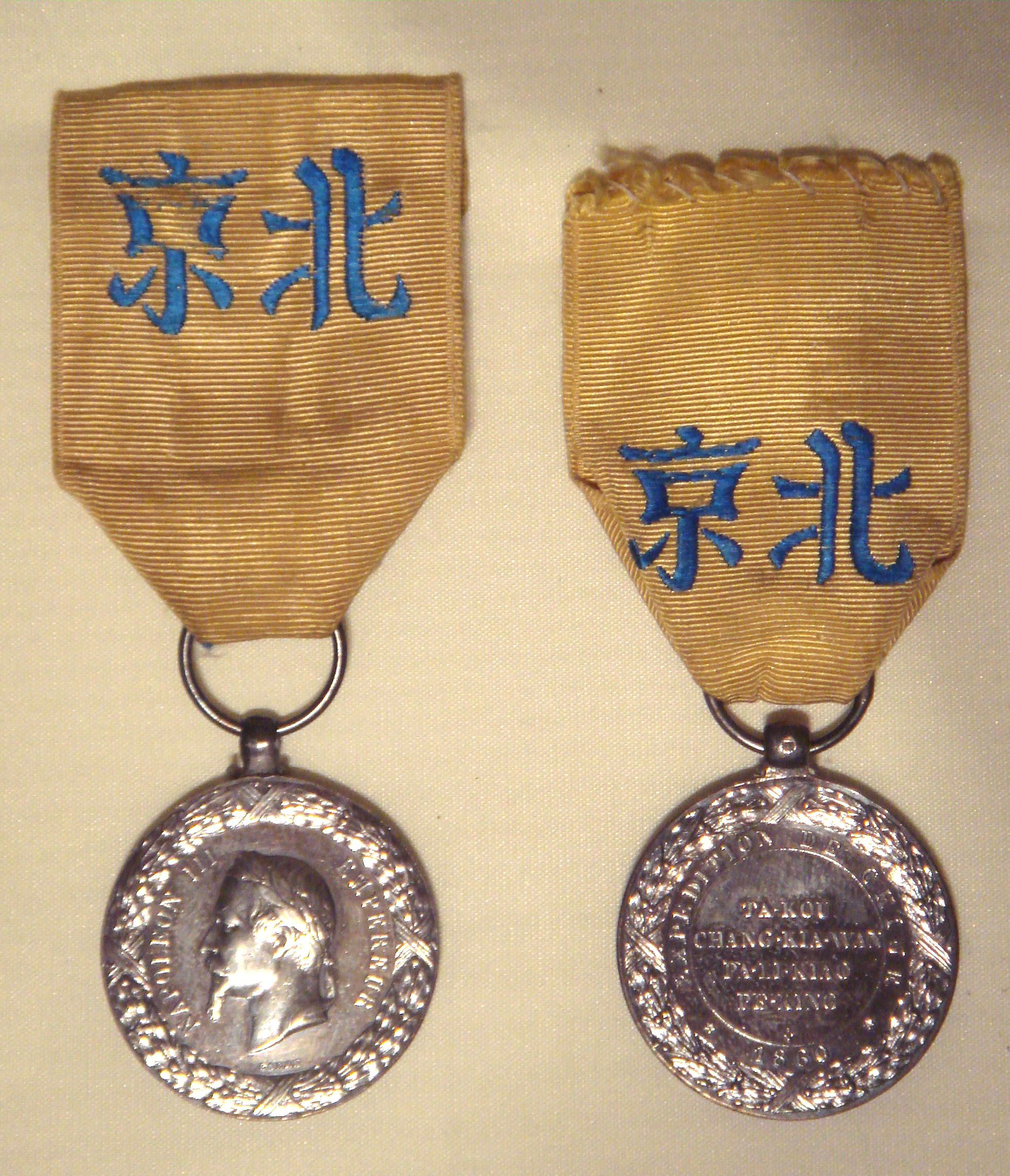
Francia császári kitüntetés (Médaille commémorative de l'expédition de Chine) a második ópiumháború résztvevői számára III. Napóleon képmásával, a kínai felirat: "Peking" - utalás a főváros körüli sikeres brit-francia szárazföldi hadműveletre.

## Végkimenetel, következmények
Kína végzetesen meggyengült, a Csing-dinasztia (Qing-dinasztia) bukása elkerülhetetlen volt, melyet csak az ország hatalmas mérete és az európai hatalmak érdekei akadályoztak meg. A kereskedelem tovább folytatódott, egyes ópiumkereskedők tetemes vagyonra tettek szert. Anglia haszna az ópium-kereskedelemből rövidesen évi több millió fontsterling lett. Egyes indokínai országok az állami bevételük nagy részét az ópiumkereskedelemből nyerték. A környező országok is kihasználták az ópium nyújtotta lehetőségeket, ahol nem termelték azt, ott óriási adóval sújtották a kereskedelmet, máshol a feldolgozás révén tettek szert hatalmas pénzösszegekre.
Az ópium-háborúkat követően az európai nagyhatalmak sorra szereztek meg tengerparti kínai területeket, ahol kereskedelmi lerakatokat építettek ki. A birodalom méretének köszönhetően egy állam sem tudta az egész területet az uralma alá vonni, ehelyett un. koncessziós területeket hoztak létre (ahonnan sértő szövegű táblákkal olykor ki is tiltották a kínaiakat, például Sanghaj). Ez volt az ún. félgyarmati státusz. A kínai hatóságok jogköre még saját területen is rendkívül korlátozott volt, így pl. ha európai követett el bűncselekményt, bármennyire is nyilvánvaló volt a bűntett, ha az európai hatóságoknak nem volt tudomásuk róla, illetve nem volt előttük semmit bizonyíték, akkor azok a bűncselekmények büntetlenek maradtak. Végeredményben a Csing-dinasztia (Qing-dinasztia) 1912-es bukásának nyitányai az ópium-háborúk voltak.